# Discografia dei Mogwai
Questa è una discografia di Mogwai, un gruppo scozzese post-rock.

## Album in studio
| Anno | Titolo                                                                                 | Dettagli album | Posizioni di picco | Posizioni di picco | Posizioni di picco | Posizioni di picco | Posizioni di picco | Posizioni di picco | Posizioni di picco | Posizioni di picco | Posizioni di picco | Posizioni di picco |
| Anno | Titolo                                                                                 | Dettagli album | UK                 | GER                | FRA                | NLD                | BEL (FL)           | BEL (WA)           | AUT                | ITA                | US                 | SCO                |
| ---- | -------------------------------------------------------------------------------------- | --- | ------------------ | ------------------ | ------------------ | ------------------ | ------------------ | ------------------ | ------------------ | ------------------ | ------------------ | ------------------ |
| 1997 | Mogwai Young Team - Pubblicato: 21 Ottobre 1997 - Formato: CD, LP                      | - Chemikal Underground (UK) - Jetset (US) - Spunk (Australia/Nuova Zelanda) - Trama (Brazil)                              | 75                 | —                  | —                  | —                  | —                  | —                  | —                  | —                  | —                  | 69                 |
| 1999 | Come On Die Young - Pubblicato: 29 Marzo 1999 - Formato: CD, LP                        | - Chemikal Underground (UK) - Matador (US) - Spunk (Australia/Nuova Zelanda) - Trama (Brazil)                             | 29                 | —                  | —                  | —                  | —                  | —                  | —                  | —                  | —                  | 24                 |
| 2001 | Rock Action - Pubblicato: 30 Aprile 2001 - Formato: CD, LP                             | - Play It Again Sam (Europa) - Matador (US) - Toy's Factory (Giappone) - Spunk (Australia/Nuova Zelanda) - Trama (Brazil) | 23                 | —                  | 82                 | —                  | —                  | —                  | —                  | —                  | —                  | 20                 |
| 2003 | Happy Songs for Happy People - Pubblicato: 21 Maggio 2003 - Formato: CD, LP            | - Play It Again Sam (Europa) - Matador (US) - Toy's Factory (Giappone) - Spunk (Australia/Nuova Zelanda)                  | 47                 | —                  | 91                 | —                  | —                  | —                  | —                  | —                  | 182                | 22                 |
| 2006 | Mr Beast - Pubblicato: 6 Marzo 2006 - Formato: CD, LP                                  | - Play It Again Sam (Europa) - Spunk (Australia/Nuova Zelanda) - Matador (US)                                             | 31                 | 65                 | 64                 | 97                 | 21                 | 57                 | —                  | —                  | 128                | 17                 |
| 2008 | The Hawk Is Howling - Pubblicato: 22 Settembre 2008 - Formato: CD, LP                  | - Wall of Sound (UK) - Spunk (Australia/Nuova Zelanda) - Play It Again Sam (Europa) - Matador (US)                        | 35                 | 72                 | 53                 | 92                 | 29                 | 70                 | —                  | 47                 | 97                 | 18                 |
| 2011 | Hardcore Will Never Die, but You Will - Pubblicato: 14 Febbraio 2011 - Formato: CD, LP | - Rock Action Records (UK, Europe) - Spunk (Australia/Nuova Zelanda) - Sub Pop (US)                                       | 25                 | 27                 | 46                 | 83                 | 31                 | 39                 | 49                 | —                  | 97                 | 12                 |
| 2014 | Rave Tapes - Pubblicato: 20 Gennaio 2014 - Formato: CD, LP, Cassette                   | - Rock Action Records (UK, Europe) - Sub Pop (US)                                                                         | 10                 | 16                 | 37                 | 78                 | 12                 | 30                 | 56                 | 50                 | 55                 | 2                  |
| 2017 | Every Country's Sun - Pubblicato: 1 Settembre 2017 - Formato: CD, LP                   | - Rock Action Records (UK, Europe) - Temporary Residence Limited (US) - Spunk Records (Australia)                         | 6                  | 29                 | 50                 | 85                 | 21                 | 19                 | 52                 | —                  | —                  | 2                  |

## Album dal vivo
| Anno | Titolo                                                                                    | Casa discografica     |
| ---- | ----------------------------------------------------------------------------------------- | --------------------- |
| 2010 | Special Moves - Data di uscita: 23 Agosto 2010 - Formato: CD, LP                          | Rock Action (US & UK) |
| 2011 | Mogwai – iTunes Festival London 2011 - Data di uscita: 26 Agosto 2011 - Formato: download | Rock Action           |

## Raccolte
| Anno | Titolo                                                                                              | Casa discografica                                                                                                  | Note |
| ---- | --------------------------------------------------------------------------------------------------- | --- | --- |
| 1997 | Ten Rapid (Collected Recordings 1996–1997) - Data di uscita: 17 Aprile 1997 - Formato: CD           | - Rock Action (UK) - Jetset (US) - Voices of Wonder (Scandinavia) - Spunk (Australia/New Zealand) - Trama (Brazil) | Raccoglie canzoni uscite nel corso del 1996-1997. |
| 2000 | EP+6 - Data di uscita: 23 Agosto 2000 - Formato: CD                                                 | - Toy's Factory (Japan) - Chemikal Underground (UK)                                                                | Inizialmente solo in Giappone, raccogliendo gli EPs 4 Satin, No Education = No Future (Fuck the Curfew), e l'EP in un CD, poi uscito nel Regno Unito. |
| 2005 | Government Commissions: BBC Sessions 1996–2003 - Data di uscita: 21 Febbraio 2005 - Formato: CD, LP | - Play It Again Sam (Europe) - Matador (US) - Toy's Factory (Japan) - Soyuz (Russia)                               | Raccoglie le canzoni registrate da varie sessioni della BBC Radio con John Peel e Steve Lamacq.                                                       |
| 2015 | Central Belters - Data di uscita: 9 Ottobre 2015 - Formato: 3xCD, 6xLP                              | - Rock Action Records                                                                                              | Retrospettiva del 20º anniversario di carriera e rarità.                                                                                              |

## Riproduzioni estese
| Anno      | Titolo | Casa discografica                                                            | Notes |  |
| --------- | --- | ---------------------------------------------------------------------------- | --- |  |
| 1997      | 4 Satin - Data di uscita: 26 Maggio 1997 - Formato: CD, 12"                                                             | - Chemikal Underground (UK) - Jet Set (US)                                   | UK Singles Chart #110 |  |
| 1998      | Mogwai Fear Satan Remixes - Data di uscita: 30 Marzo 1998 - Formato: CD, 12"                                            | - Eye Q (UK)                                                                 | Contiene remix di "Mogwai Fear Satan" di Mogwai, µ-Ziq, Surgeon and My Bloody Valentine. UK Singles Chart #57             |  |
| 1998      | No Education = No Future (Fuck the Curfew) - Data di uscita: 29 June 1998 - Formato: CD, 12"                            | - Chemikal Underground (UK)                                                  | UK Singles Chart #68 |  |
| 1999      | EP - Data di uscita: 18 Ottobre 1999 - Formato: CD, 12"                                                                 | - Chemikal Underground (UK) - Matador (US) - Spunk (Australia/Nuova Zelanda) | |  |
| 2000      | EP+6 - Data di uscita: 23 Agosto 2000 - Formato: Enhanced CD                                                            | - Toy's Factory (Giappone) - Chemikal Underground (UK), in 2001              | |  |
| 2001      | Travels in Constants, Vol. 12 - Data di uscita: 18 Marzo 2001 - Formato: CD                                             | - Temporary Residence Limited (US)                                           | Contributo di Mogwai alla serie di dodici parlamentari europei di Temporary Residence Limited per la sola sottoscrizione. |  |
| 2001      | US Tour EP - Data di uscita: 24 Maggio 2001 - Formato: 10"                                                              | - Matador (US)                                                               | Split 10" EP con Bardo Pond, venduto durante il tour di Mogwai del maggio-giugno 2001 negli Stati Uniti.                  |  |
| 2001      | UK/European Tour EP - Data di uscita: 2 November 2001 - Formato: CD                                                     |                                                                              | Raccoglie brani in edizione limitata da varie uscite del 2001.                                                            |  |
| 2006      | Travel Is Dangerous - Data di uscita: 26 June 2006 - Formato: CD, 12"                                                   | - Play It Again Sam (Europa)                                                 | |  |
| 2008      | Batcat - Data di uscita: 8 Settembre 2008 - Formato: CD, 12", download                                                  | - Wall of Sound (Europa) - Matador (US) - Spunk (Australia/Nuova Zelanda)    | UK Singles Chart #164 |  |
| 2011      | Earth Division - Data di uscita: 12 Settembre 2011 - Formato: CD, 12", download                                         | - Rock Action Records (UK, Europe) - Sub Pop (US)                            | UK Singles Chart #178 |  |
| 2012-2013 | Les Revenants EP - Data di uscita: 17 Dicembre 2012 (digital) - 28 Gennaio 2013 (physical) - Formato: CD, 10", download | - Rock Action Records (UK, Europe)                                           | |  |
| 2014      | Music Industry 3. Fitness Industry 1. - Data di uscita: 1 Dicembre 2014 - Formato: CD, 12", download                    | - Rock Action Records                                                        | |  |

## Singoli
| Anno | Titolo | Album                                 | Casa discografica                                                 | Note |
| ---- | --- | ------------------------------------- | ----------------------------------------------------------------- | --- |
| 1996 | "Tuner"/"Lower" - Data di uscita: 18 Marzo 1996 - Formato: 7"                                                   | Altri singoli non presenti in album   | - Rock Action (UK)                                                | Doppio lato A, limitato a 500± copie. Il "Tuner" è stato registrato nuovamente per Ten Rapid.                                                                       |
| 1996 | "Angels vs Aliens" - Data di uscita: 1 Luglio 1996 - Formato: 7"                                                | Altri singoli non presenti in album   | - Ché Trading (UK)                                                | Diviso con la band inglese Dweeb. "Angels vs Aliens" è stato registrato per Ten Rapid.                                                                              |
| 1996 | "Summer"/"Ithica 27ϕ9" - Data di uscita: 4 November 1996 - Formato: 7"                                          | Altri singoli non presenti in album   | - Love Train (UK)                                                 | Doppio lato A, limitato a 1500 copie. Entrambi i brani sono presenti su Ten Rapid.                                                                                  |
| 1997 | "New Paths to Helicon, Pt. 1" / "New Paths to Helicon, Pt. 2" - Data di uscita: Febbraio 1997 - Formato: 7"     | Altri singoli non presenti in album   | - Wurlitzer Jukebox (UK)                                          | Doppio lato A, limitato a 3000 copie. Entrambi i brani sono presenti su Ten Rapid.                                                                                  |
| 1997 | Club Beatroot - Part Four - Data di uscita: Maggio 1997 - Formato: 7"                                           | Altri singoli non presenti in album   | - Flotsam & Jetsam (UK)                                           | Suddiviso con banda scozzese pH Family, limitato a 500 copie. Caratteristiche "Stereo Dee (Live)", registrato a The 13th Note, Glasgow, Scozia il 13 Febbraio 1997. |
| 1998 | Kicking a Dead Pig - Data di uscita: 18 Maggio 1998 - Formato: 12"                                              | Altri singoli non presenti in album   | - Eye-Q (UK)                                                      | Promo 12", con remix di canzoni Mogwai di DJ Q e Alec Empire. |
| 1998 | Do the Rock Boogaloo - Data di uscita: 23 Marzo 1998 - Formato: 7", CD                                          | Altri singoli non presenti in album   | - Fierce Panda (UK)                                               | Sdoppiato con la band inglese Magoo. Ha la copertina di "Sweet Leaf" dei Black Sabbath.                                                                             |
| 2001 | "My Father My King" - Data di uscita: 22 Ottobre 2001 - Formato: 12", CD                                        | Altri singoli non presenti in album   | - Rock Action (UK) - Matador (US) - Spunk (Australia/New Zealand) | |
| 2006 | "Friend of the Night" - Data di uscita: 30 Gennaio 2006 - Formato: 7", CD                                       | Mr Beast                              | - Play It Again Sam (Europa)                                      | Primo singolo uscito da un album in studio. |
| 2006 | Zidane: A 21st Century Portrait - Data di uscita: 23 Ottobre 2006 - Formato: 10"                                | Zidane: A 21st Century Portrait       | - Play It Again Sam (Europa)                                      | Promo 10". |
| 2011 | Rano Pano / Hasenheide - Data di uscita: 18 Gennaio 2011 - Formato: 7"                                          | Hardcore Will Never Die, But You Will | - Sub Pop                                                         | |
| 2011 | Mexican Grand Prix / Slight Domestic - Data di uscita: 7 Febbraio 2011 - Formato: 7"                            | Hardcore Will Never Die, But You Will | - Rock Action                                                     | |
| 2011 | San Pedro / George Square Thatcher Death Party (Session Version) - Data di uscita: 23 Maggio 2011 - Formato: 7" | Hardcore Will Never Die, But You Will | - Rock Action                                                     | |
| 2017 | Coolverine / Party In The Dark - Data di uscita: 2 Agosto 2017 - Formato: 7"                                    | Every Country's Sun                   | - Rock Action                                                     | |
| 2017 | Party In The Dark / Eternal Panther - Data di uscita: 25 Agosto 2017 - Formato: 7"                              | Every Country's Sun                   | - Rock Action                                                     | |

## Album di remix
| Anno | Titolo | Casa discografica                                |
| ---- | --- | ------------------------------------------------ |
| 1998 | Kicking a Dead Pig: Mogwai Songs Remixed - Data di uscita: 18 Maggio 1998 - Formato: CD, LP                             | - Eye Q, Chemikal Underground (UK) - Jetset (US) |
| 2012 | A Wrenched Virile Lore - Data di uscita: 19 Novembre 2012, eccetto gli USA 4 Dicembre - Formato: Vinyl LP, CD, download | - Rock Action (UK/world) - Sub Pop (US)          |

| Anno | Titolo | Film/Serie TV                                         | Casa discografica            |
| ---- | --- | ----------------------------------------------------- | ---------------------------- |
| 2006 | Zidane: A 21st Century Portrait - Data di uscita: 30 Ottobre 2006 - Formato: CD, LP | Zidane: A 21st Century Portrait                       | - Play It Again Sam (Europa) |
| 2006 | The Fountain: Music from the Motion Picture - Data di uscita: 21 Novembre 2006 - Collaborazione con Clint Mansell e Kronos Quartet - Formato: CD                                        | The Fountain                                          | - Nonesuch Records           |
| 2013 | Les Revenants OST - Data di uscita: 25 Febbraio 2013 - Formato: CD, Digital download | The Returned (serie TV)                               | - Rock Action Records        |
| 2016 | Atomic: A Soundtrack by Mogwai - Data di uscita: 1 Aprile 2016 - Formato: CD, LP, Digital download                                                                                      | Atomic, Living in Dread and Promise (Documentario TV) | - Rock Action Records        |
| 2016 | Before the Flood (Music from the Motion Picture) - Data di uscita: 21 Ottobre 2016 - Collaborazione con Trent Reznor, Atticus Ross and Gustavo Santaolalla. - Formato: Digital download | Before the Flood (lungometraggio documentario)        | - Lakeshore Records          |
| 2018 | Kin (soundtrack) - Data di uscita: 31 Agosto 2018 - Formato: CD, LP, Digital download                                                                                                   | Kin                                                   | - Rock Action Records        |

## Apparizioni in raccolte di artisti vari
| Anno | Titolo                                                                                       | Tracce dei Mogwai                                                                                | Casa discografica             |
| ---- | -------------------------------------------------------------------------------------------- | ------------------------------------------------------------------------------------------------ | ----------------------------- |
| 1996 | NME C96 - Data di uscita: 1996 - Formato: CD                                                 | - 7. a-70                                                                                        | - NME                         |
| 1998 | NME Clean Sweep: Live At The London Astoria 98 - Data di uscita: Marzo 1998 - Formato: CD    | - 7. Ex Cowboy (live)                                                                            | - NME                         |
| 1998 | A Tribute To Spacemen 3 - Data di uscita: 4 Maggio 1998 - Formato: CD                        | - 3. Honey (cover)                                                                               | - Rocket Girl                 |
| 1998 | NME Presents: Radio 1 Sound City - Data di uscita: 25 Ottobre 1998 - Formato: CD             | - 12. I Don't Know What To Say                                                                   | - NME                         |
| 1998 | Glasgow EP - Data di uscita: Novembre 1998 - Formato: 7"                                     | - 1. I Can't Remember                                                                            | - Plastic Cowboy Recordings   |
| 1999 | Fabulous Shit - Data di uscita: 2 Novembre 1999 - Formato: CD                                | - 6. 003                                                                                         | - Lo Recordings               |
| 2003 | Rock Action Presents Vol 1 - Data di uscita: 6 Settembre 2003 - Formato: CD                  | - 5. Tuner (versione originale da 7") - 9. Star Wars                                             | - Rock Action                 |
| 2004 | Matador at Fifteen - Data di uscita: 12 Ottobre 2004 - Formato: CD                           | - Disc 1, 18. Hunted by a Freak - Disc 2, 6. Hunted by a Freak (Boom Bip Remix)                  | - Matador                     |
| 2007 | The 11th Hour (soundtrack) - Data di uscita: 13 Novembre 2007 - Formato: CD                  | - 10. Mogwai Fear Satan                                                                          | - Lakeshore Records           |
| 2010 | Matador at 21 - Data di uscita: 28 Settembre 2010 - Formato: CD                              | - Disc 3, 10. Helps Both Ways - Disc 4, 7. Kids Will Be Skeletons - Disc 6, 15. Ex-Cowboy (live) | - Matador                     |
| 2012 | Occupy This Album - Data di uscita: 15 Maggio 2012 - Formato: CD                             | - Disc 4, 17. Earth Division                                                                     | - Music for Occupy            |
| 2012 | Live At KEXP - Volume Eight - Data di uscita: 2012 - Formato: CD                             | - 8. Hasenheide (live session)                                                                   | - KEXP                        |
| 2013 | Dig for Fire: a Tribute to Pixies - Data di uscita: 14 Novembre 2013 - Formato: CD, download | - 7. Gouge Away (cover)                                                                          | - American Laundromat Records |
| 2014 | Other Voices: Series 12 (Live) - Data di uscita: 30 Maggio 2014 - Formato: download          | - 20. MasterCard (Live Version) - 21. Remurdered (Live Version)                                  | - Other Voices                |
| 2016 | Life is Strange (soundtrack) - Data di uscita: 19 Jan 2016 - Formato: CD, download           | - 8. Kids Will Be Skeletons                                                                      | - DONTNOD Entertainment       |